# North Alamo
North Alamo – jednostka osadnicza w Stanach Zjednoczonych, w stanie Teksas, w hrabstwie Hidalgo.